# Locomotiva FS E.444
Le E.444/E.447/E.444R sono locomotive ferroviarie concepite negli anni sessanta per dotare le Ferrovie dello Stato di mezzi molto potenti e veloci, adatti al traino dei treni più importanti, in particolar modo dei treni rapidi e del servizio internazionale e tutti i tipi di convogli che potessero arrivare nelle tratte più rettilinee a velocità di 180 km/h con punte di 200 km/h, quando tutte le altre locomotive esistenti all'epoca non superavano i 140 km/h.
Per un ventennio (anni settanta e ottanta) le E.444 (117 esemplari in tutto) sono state l'ammiraglia delle locomotive italiane, il cui ruolo è stato poi ereditato dal gruppo E.402.

## E.444
Alla metà degli anni sessanta il Giappone stava stupendo il mondo con lo Shinkansen, mentre i francesi cominciavano a muovere i primi passi con il loro programma TGV.
In Italia il 3 dicembre 1963 sulla tratta Grosseto-Montepescali della ferrovia Tirrenica una coppia di elettromotrici ALe 601 raggiungeva durante una corsa prova i 225 km/h. Si era in pieno fermento innovativo a causa dell'accresciuta esigenza di trasporto veloce. Mancavano tuttavia nelle ferrovie italiane le locomotive in grado di raggiungere e superare il muro dei 140 km/h con carrozze viaggiatori.
Nel 1964 l'Ufficio studi locomotive elettriche del Servizio Materiale e Trazione FS sotto la guida dell'ingegner Giulio Giovanardi sviluppò un nuovo progetto di locomotiva di elevata potenza ma soprattutto di elevate prestazioni velocistiche; venne deciso quindi di commissionare alla Società Nazionale Officine di Savigliano la costruzione della motrice con struttura di tipo convenzionale ma in grado di svolgere servizio su treni rapidi ed espressi a velocità elevate.
Anche le E.444 seguirono la moda del loro periodo, in cui ai treni veniva attribuito un soprannome solitamente affiancato dall'apposizione di un logo sulla fiancata del frontale: questi mezzi furono soprannominati Tartarughe, un nomignolo che grazie anche ad un logo ironico applicato sulle fiancate si conquistò l'affetto degli appassionati e di coloro che servivano a bordo.

### E.444 prototipo
Il primo prototipo, la E.444.001 venne consegnata nel luglio del 1967 e fu subito oggetto di prove e sperimentazioni. La prima corsa prova venne effettuata sulla Direttissima Roma-Napoli alla trazione di 6 carrozze UIC-X e un bagagliaio alla media di 143 km/h.
Gli altri 3 prototipi vennero immessi in servizio tra il 1967 e il 1968. Erano macchine piuttosto potenti per l'epoca, oltre 3 MW, ma non abbastanza per l'utilizzo su linee rapide: inoltre i loro carrelli erano limitati a soli 180 km/h.
La cassa delle E.444 primo modello era squadrata, e risentiva fortemente delle linee delle motrici di vecchia generazione ignorando le esperienze di aerodinamica portate avanti per gli elettrotreni con il progetto ETR 300. Viste le alte velocità commerciali per cui vennero progettate, vennero dotate della frenatura elettrica dissipativa tramite reostato.
Nonostante tutto furono estremamente innovativi per l'epoca, e il prototipo 001 venne inviato a Copenaghen ad una mostra ferroviaria suscitando ammirazione. In occasione del battesimo tenuto dal Presidente del Consiglio Aldo Moro e dal Ministro dei Trasporti (e futuro Presidente della Repubblica) Oscar Luigi Scalfaro, l'8 novembre 1967 ci fu il viaggio inaugurale: la E 444.001, con alla guida i macchinisti Arrighi e Pini, partì dal binario 1 della stazione di Roma Termini alle 9:00 alla testa del treno TV33069 diretto a Napoli (linea Direttissima via Formia); la macchina compì il suo viaggio in soli 88 minuti toccando i 207 km/h tra le località di Campoleone e Latina.
Nel 1970 le Poste Italiane dedicarono, per la XII Giornata del francobollo un'emissione speciale da 25 lire al nuovo locomotore, in omaggio ai successi tecnici del mondo ferroviario italiano.

### E.444 di serie
Tra i prototipi e le prime locomotive di serie molte cose cambiarono: i motori T550 vennero sostituiti con i più prestanti T750, portando la potenza installata a 4200 kW, e i carrelli furono sostituiti con altri adatti alla velocità di 200 km/h. Il grezzo frontale piano fu abbandonato in favore di uno più bombato e dalle prestazioni aerodinamiche migliori, analogo a quello delle locomotive E103 DB. Venne del tutto eliminato anche il pancone frontale porta-respingenti.
Venne introdotta una livrea fortemente caratterizzante, contraddistinta da due fasce blu orientale su fondo grigio perla. In seguito fu reintrodotto il fascione frontale rosso antinfortunistico. Fino agli anni ottanta le E.444 erano decorate con finiture in alluminio spazzolato e con un fregio frontale con il logo alato delle FS.
I primi 50 mezzi consegnati (E.444.006-055, prima serie) risposero in modo eccellente alle richieste del gestore, e altre 60 unità (E.444.058-117, seconda serie) vennero commissionate nel 1972 a vari produttori e consegnate nei due anni seguenti. L'utilizzo sulle linee francesi di confine dotate di elettrificazione di vecchia concezione spinse alla modifica di un numero limitato di mezzi, 16 unità, per adattarli all'alimentazione a 1,5 kV corrente continua.
Nel 1974 la necessità di aumentare la potenza traente suggerì l'adozione su due macchine, le 444.056 e 057, di un nuovo sistema detto shunt chopper, un regolatore elettronico del reostato che portò ad un sensibile incremento delle prestazioni in termini di sforzo di trazione all'avviamento.
Con la standardizzazione si operò sull'elettronica dei mezzi di prima serie, per renderli identici a quelli della seconda, ed anche le motrici 056 e 057 dotate di shunt chopper vennero, dal 1981, riportate alle normali condizioni.

### E.444.005,Tartaruga elettronica
Intanto su uno dei modelli prototipo, il numero 005, dal 1975 si stavano testando le nuove soluzioni elettroniche full chopper, che pochi anni dopo confluiranno nelle nuove E.632/E.633 "Tigre".
Questi impianti sperimentali installati negli stabilimenti del TIBB consentivano una migliore regolazione della potenza soprattutto nelle condizioni più critiche di aderenza traducendosi in un incremento di potenza continuativa dei motori di circa il 25%, portando la potenza installata alla rispettabile cifra di 5 MW.
La particolarità della 444.005, che la differenziava da tutte le altre sorelle era quella di alimentare ogni motore per mezzo di una singola colonna chopper in grado di variarne la tensione ai capi da 0 a 1800 V. I motori di trazione avevano inoltre l'eccitazione indipendente e a sua volta regolata da un chopper ausiliario a bassa tensione in maniera proporzionale alla corrente di indotto dei motori.
Fu utilizzata fino al 1983 come treno di test, in seguito venne relegata al ruolo di scuola per macchinisti, per poi essere riportata alle condizioni standard nel 1989. La E.444.005 venne soprannominata Tartaruga Elettronica.
Sebbene le E.444 fossero a tutti gli effetti macchine pensate per i treni veloci, fino all'attivazione dei servizi rapidi sulla Direttissima non ebbero modo di mostrare appieno le loro potenzialità rimanendo spesso relegate a linee lente e essendo messe in servizio spesso accoppiate a carrozze di vecchia concezione, non potevano raggiungere le velocità per cui erano state progettate.
Con l'invecchiamento degli ETR e la modifica delle richieste del mercato (meno interessate a treni di lusso e più orientate alla massificazione dell'offerta di trasporto) si aprì una nuova era per le "Tartarughe".
L'adozione in massa e la diffusione delle carrozze Gran Confort permise alle E.444 di sostituire i Settebello nel servizio rapido Milano-Roma con l'istituzione dei treni TEE nel 1986; 8 motrici ebbero modificata l'apparecchiatura per la ripetizione dei segnali a 4 codici in quella a 9 codici e con l'installazione del dispositivo antiserpeggio.

### E.447

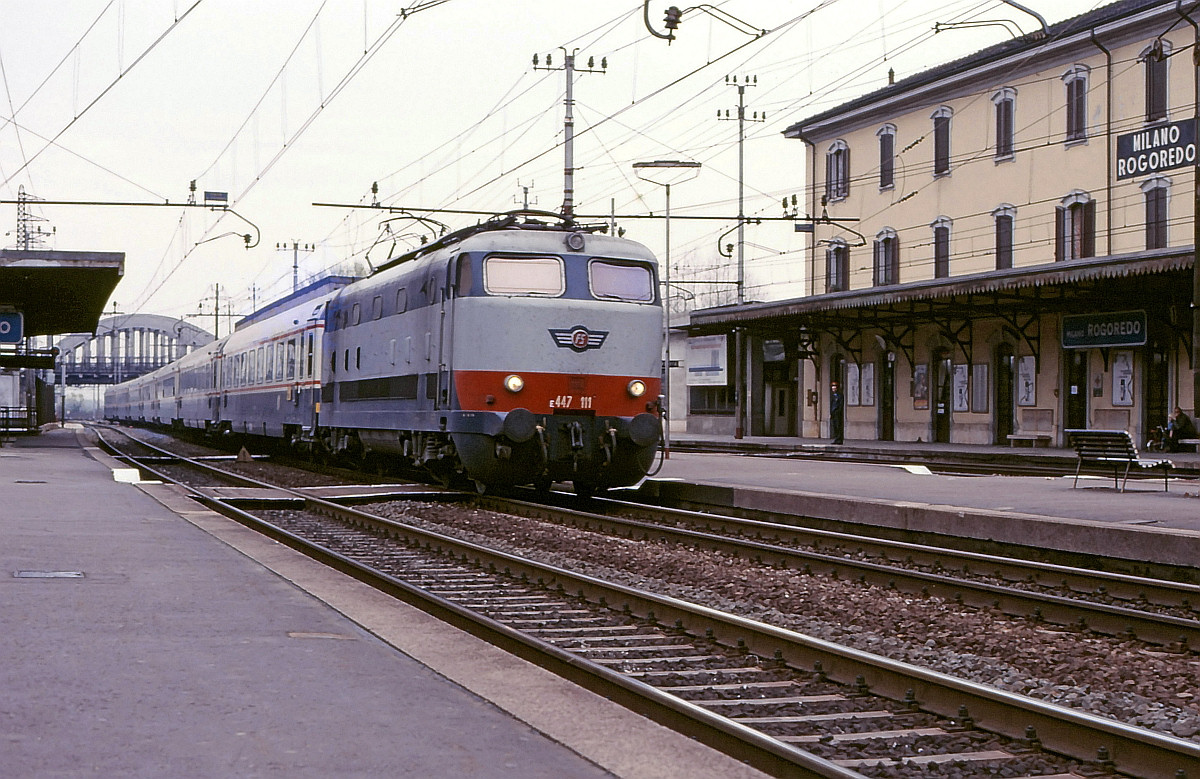
Locomotiva elettrica E.447.111 in transito a Milano Rogoredo.

Nella prima metà degli anni ottanta i tecnici delle FS, valutarono la consistente quota di guasti ai collettori dei motori di trazione che si verificava nell'esercizio a velocità prossime ai 200 km/h e cercarono di porvi rimedio modificando tra il 1985 ed il 1988, diciotto E.444 (023, 027, 041, 074, 075, 076, 090, 093, 095, 097, 099, 100, 103, 106, 108, 111, 112 e 114) mediante la variazione del rapporto di trasmissione pignone-corona che fu portato da 40/77 a 42/75 ottenendo una diminuzione del numero di giri dei motori, che in tal modo erano meno sollecitati alle massime velocità. Per sopperire al problema delle sfiammate tra spazzole e collettori alle elevate velocità di rotazione si ritenne utile abbassare in tal modo la velocità di rotazione massima dei motori alle alte velocità. Con il rapporto di trasmissione innalzato a 42/75 il gruppo così riadattato venne riqualificato in E.447, col soprannome Tartarughe della Direttissima. Tuttavia la variazione del rapporto, abbastanza onerosa, abbassava anche la prestazione della locomotiva di circa il 10% creando un problema di operatività e pertanto non ebbe seguito. Fatte le opportune valutazioni si optò per la modifica dei collettori dei motori riportando le macchine al vecchio rapporto di trasmissione. Una di queste unità, precisamente la E.447.074, venne impiegata nelle prove di velocità in composizione al treno prototipo ETR X 500.

## E.444R

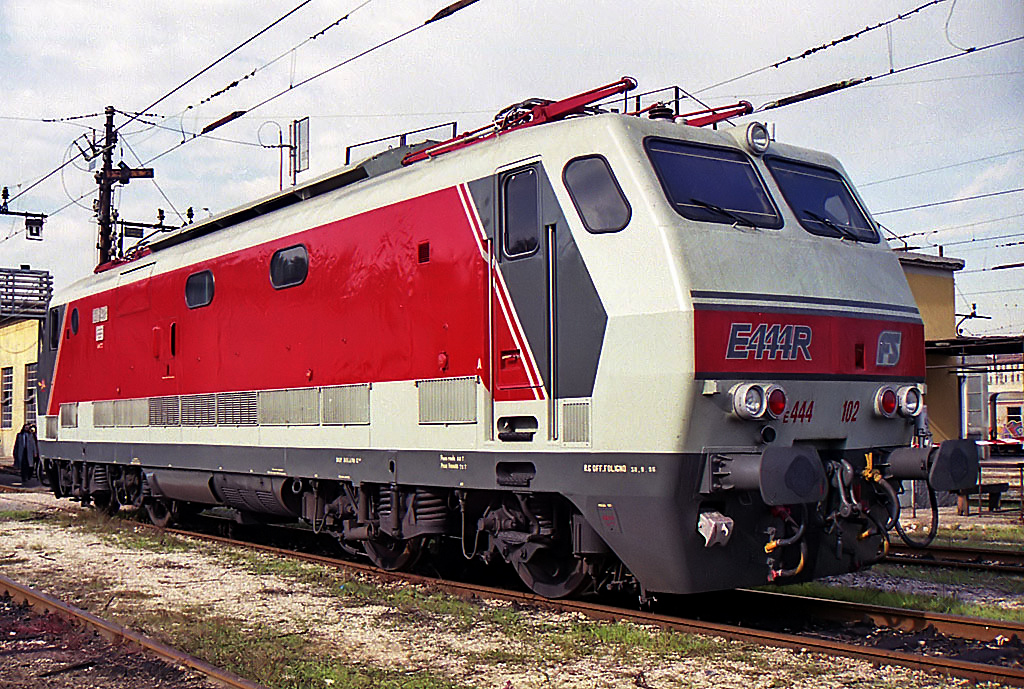
L'unità 102 in sosta nel deposito locomotive di Milano San Rocco in livrea originaria

La nuova vita sulle linee veloci mise in luce la necessità di un ammodernamento tecnico delle E.444, per cui le ferrovie decisero per una serie di modifiche sostanziali dei mezzi in circolazione e per l'aggiornamento tecnologico dei sistemi di bordo, pertanto, a partire dal 1989, l'intero gruppo E.444, comprese le 447, è stato riqualificato.
Gli impianti delle E.444 furono rinnovati con i nuovi sistemi sviluppati per le E.632 e le E.656 delle ultime serie, evoluzioni di quelli originali delle "Tartarughe", alcuni dei quali già presenti sulle unità trasformate in E.447.
Il circuito di comando venne aggiornato: fu eliminato il vecchio avviatore automatico e sostituito con uno di nuovo tipo, controllato da una centralina elettronica, e vennero sostituiti i motoconvertitori rotanti con gruppi statici Parizzi da 65kVA. Fu potenziato il sistema frenante sostituendo i precedenti compressori alternativi con altri di tipo rotativo a palette, in modo da rendere più costante la regolazione della pressione, comprendendo nell'operazione la modifica della logica di comando della frenatura elettrica, così da renderla più efficiente alle alte velocità.
In seguito ai buoni risultati ottenuti con i motori a collettore rinforzato, considerando anche la riduzione di prestazioni che aveva comportato il rapporto accorciato 42/75, si optò infine per la ricostruzione totale dei collettori, onde lasciare inalterato il rapporto di trasmissione delle macchine.
Durante questa operazione di revamping si prese la decisione di modificare radicalmente la cabina di guida, da sempre oggetto di forti lamentele del personale di macchina a causa del forte rumore aerodinamico alle velocità più elevate, ponendo fine alle infiltrazioni d'aria e non ultimo alla necessità di una bonifica radicale della coibentazione. Al termine dei lavori tutte le E.444 persero quindi il musetto originale bombato per adottarne uno moderno, più aggressivo e con meno problemi di comfort, vibrazioni e rumorosità. Dal punto di vista aerodinamico il nuovo frontale permetteva prestazioni migliori, grazie ad un coefficiente di resistenza aerodinamica più basso rispetto alle prime E.444; esso era caratterizzato da strutture esterne a filo cassa, nonché da una livrea dai colori brillanti sui toni del grigio (perla e ardesia) e del rosso. La sostituzione della cabina permise di rimuovere radicalmente i pannelli di coibentazione in amianto prima che cominciassero a mostrare segni di decadimento rendendoli pericolosi.
All'atto della consegna il nome delle motrici venne cambiato in E.444R, dove la R sta per Riqualificazione; la prima locomotiva ad essere riqualificata dalle Officine Grandi Riparazioni di Foligno è stata la numero 046, tornata in ordine di marcia alle FS il 30 giugno 1989, con l'effettuazione di una corsa prova nel tratto Foligno-Spello e assegnata al deposito di Firenze. Per l'occasione il caratteristico disegno della Tartaruga presente sulle fiancate delle cabine, originariamente in verde, è stato ricolorato in toni di rosso e arancio; una vistosa scritta "E444R FS", inoltre, è stata applicata sul frontale. Seguirono nell'ordine la trasformazione la 116 e la 094. L'ultima macchina ad essere riqualificata è stata la 069 assegnata al DL Milano Centrale nel febbraio 1997, ancora con i colori originali rosso e grigio.
Dopo la riqualificazione le nuove E.444R così ottenute trovarono largo impiego al traino dei convogli InterCity. I prototipi E.444.002 e 003 sono stati invece demoliti nonostante fossero perfettamente funzionanti e atti al servizio, mentre la E.444.004 è stata inviata allo smantellamento in seguito ad un incidente nei pressi di Vallo della Lucania, dopo un urto con una E.626 in manovra che causò 38 feriti. Pure il prototipo 001 non fu oggetto di modifiche, ma trascorso un lungo periodo di accantonamento presso lo scalo di Roma San Lorenzo (in attesa di decisione) è stato poi restaurato per l'esposizione museale nel museo ferroviario di Pietrarsa.

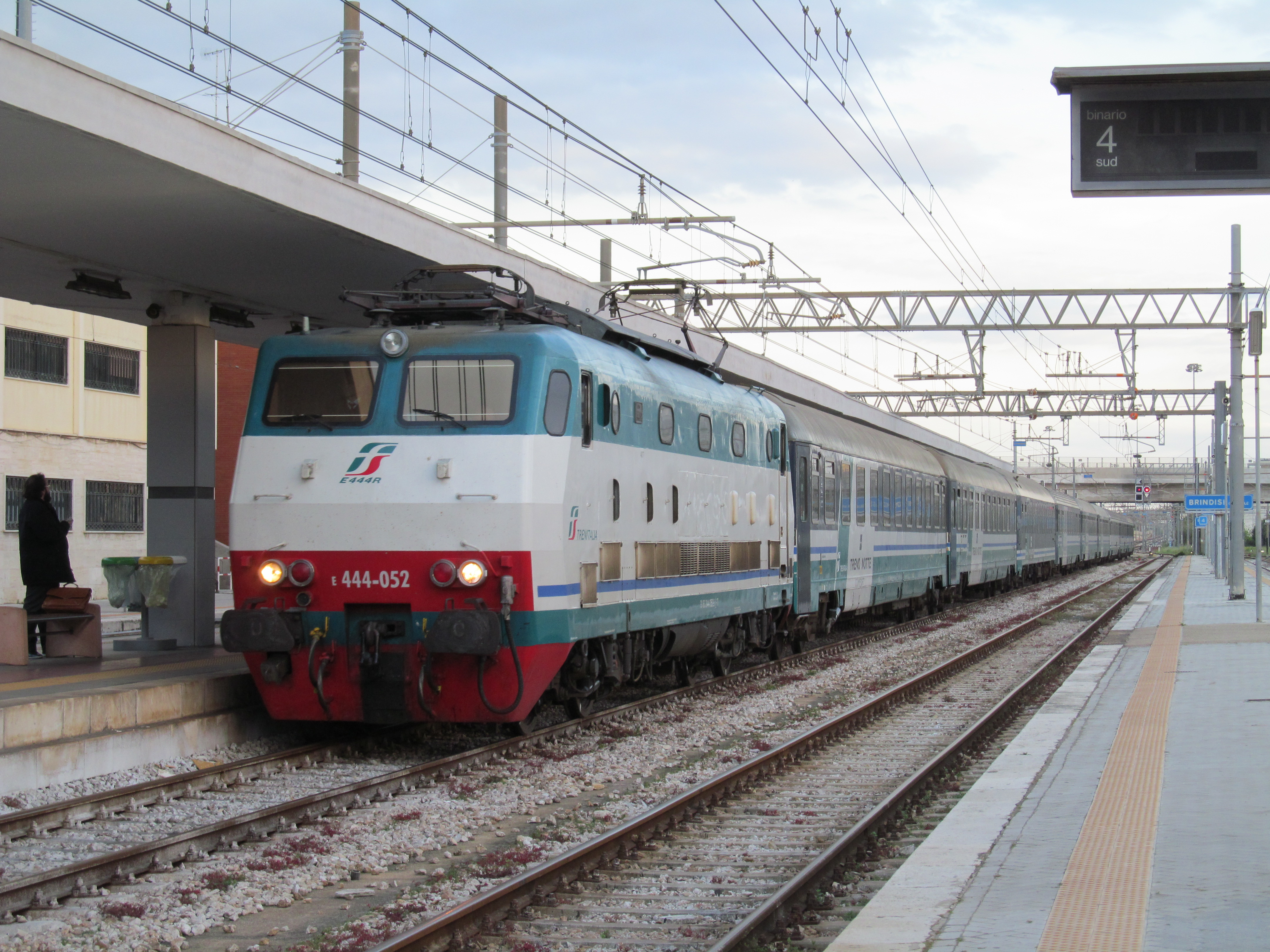
La E.444R.052 in livrea "XMPR2" alla stazione di Brindisi in testa a un treno InterCity Notte.

La numero 005 "ex elettronica" è risultata al momento della consegna la prima locomotiva FS alla quale è stata applicata la livrea XMPR nel dicembre 1995, con la caratteristica del telaio in blu pantone e la fascia di separazione in verde pantone, in contrasto con la livrea delle carrozze che avevano invece il telaio in verde e la fascia in blu; tale errore fu corretto nelle successive unità ripellicolate.
La prima versione della livrea XMPR, detta "XMPR 1", prevedeva le testate delle locomotive nel colore verde pantone, rendendo l'aspetto esteriore del mezzo piuttosto scuro e poco visibile lungo la linea. Pertanto, a scopo antinfortunistico, furono introdotte dapprima delle fasce rosso segnale all'altezza dei fanali ma con scarsi risultati. Si passò successivamente ad un nuovo schema di coloritura detto "XMPR 2", a fasce orizzontali, che in parte richiamava la livrea grigio/blu delle E.444 allo stato di origine, e che prevedeva il verde nella fascia superiore fino ai finestrini, il grigio chiaro fino all'altezza dei fanali ed il rosso segnale su tutto il pancone compresi i fanali, intervallato da una striscia di verde all'altezza dei respingenti, rendendo il tutto più chiaro e visibile. La prima E.444R pellicolata in livrea "XMPR 2" è stata la numero 036 del D.L. di Milano Centrale consegnata nel luglio 1999. Subito questa livrea venne giudicata adatta e progressivamente estesa a tutte le macchine della serie.

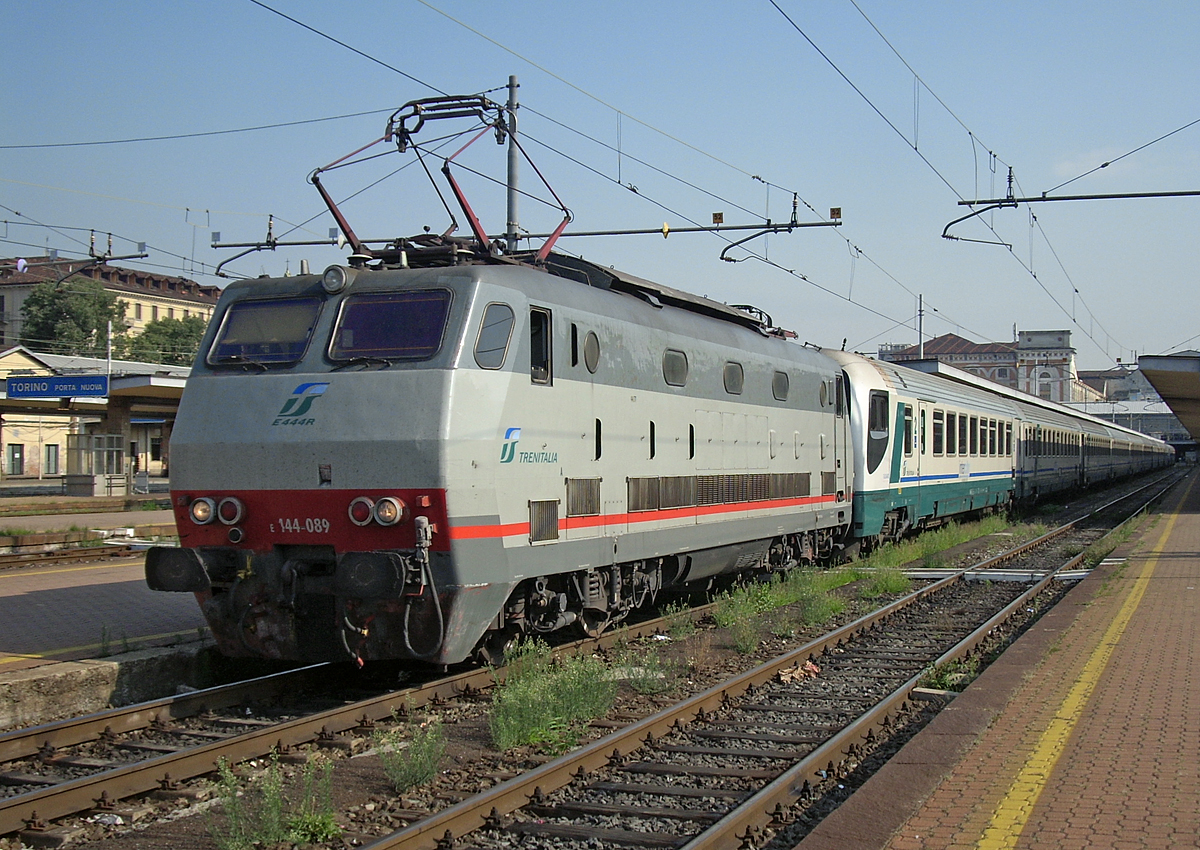
La E.444R.089 in livrea "ESCI" Eurostar City Italia

Nel dicembre 2006, con la presentazione ufficiale dei nuovi convogli Eurostar City Italia, istituiti da Trenitalia, le unità 029, 081, 089 e 100 persero la livrea "XMPR 2" per adottare quella delle carrozze dedicate a tale categoria di treno, in tonalità di grigio e strisce rosse "ESCI", in quanto non erano ancora pronte le E.414, ottenute dalla trasformazione delle E.404 di prima serie. Dopo la consegna di queste nuove macchine si è deciso di riportare 3 delle 4 E.444R (eccetto la numero 100) di nuovo in XMPR, in occasione delle revisioni cicliche, come è capitato alla 081.
Sempre a partire dai primi anni duemila tutte le E.444R ricevettero varie migliorie ed aggiornamenti, in particolare l'installazione delle apparecchiature per il Sistema Controllo Marcia Treno.
In funzione dello sviluppo commerciale della rete ad alta velocità e dell'introduzione a partire dal 2008 di una nuova categoria di treni denominati Frecciarossa, ovvero in grado di raggiungere su alcune tratte dedicate una velocità massima di 300 km/h, si è verificata una drastica riduzione del comparto convogli Intercity atti ad effettuare i collegamenti veloci fra le principali città italiane, al punto che le E.444R hanno iniziato a rappresentare una sorta di eccedenza nel parco macchine dedicato ai servizi della lunga percorrenza, e pertanto nel piano manutentivo di Trenitalia 2010-2015, sulla base di un processo di svecchiamento del parco rotabili venne previsto un graduale pensionamento di una cospicua parte di queste locomotive (l'ordine di accantonamento avrebbe seguito le scadenze di ciclica), giungendo ad ottobre 2018 ad avere una flotta composta in tutto di sole 44 unità ancora operative, in affiancamento alle residue E.656 e alle più moderne E.401 (ex E.402A), E.402B, E.403, E.414.
Il 13 settembre 2019 alla tartaruga E.444R.005 è spettato l'importante compito di trainare il primo treno storico dall'entrata nel parco mezzi di Fondazione FS Italiane, effettuando un invio di materiale vuoto da Milano Centrale a Vicenza.
Verso la fine del 2019, in previsione dell'adozione delle nuove normative in materia di sicurezza ferroviaria, è stato deciso il ritiro definitivo di tutte le E.444R ancora in circolazione presso i circuiti commerciali di Trenitalia, tant'è che a giugno 2020 solo un limitato numero di unità risultava ancora in servizio effettivo sulla rete ferroviaria nazionale, impiegate con compiti di riserva, come locomotive di soccorso o per il trasferimento di carrozze nei depositi o presso le officine di riparazione, nonché al traino di materiale alienato da inviare a demolizione. Secondo la tabella fissata dalla società la vita operativa di queste macchine si sarebbe dovuta concludere il 31 dicembre 2020, ma vista la grande disponibilità di altre locomotive rimaste in esubero a causa della riduzione dei servizi viaggiatori, dato il protrarsi della pandemia da COVID-19, il gruppo ha cessato formalmente gli ultimi compiti alla fine dell'estate, pur lasciando qualche esemplare ancora reperibile per qualche tempo come scorta. 
Le uniche unità rimaste in perfetto ordine di marcia sulla rete ferroviaria nazionale risultano essere quelle conferite in carico a Fondazione FS Italiane.
Altri problemi che hanno sancito il progressivo accantonamento delle E.444R sono stati:
- smagnetizzazione dei ferri magnetici del reattore saturabile dei gruppi statici, difficilmente sostituibili per impossibilità di trovare la componentistica;
- serbatoi dell'aria compressa che in caso di perdita presentano criticità per la riparazione;
- cretti nei carrelli.

## Incidenti
Il 25 ottobre 1991 la E.444.004 rimase coinvolta in un incidente ferroviario contro la E.626.213 a Vallo della Lucania; venne demolita nel febbraio 1998 alle OGR di Foligno in seguito ai gravi danni riportati nell'incidente.
Il 23 maggio 2001 l'Intercity 533 trainato dalla E.444R.016 investì un autobus nei pressi di Pisa; dopo gli interventi di riparazione, la macchina tornò in servizio concludendo la carriera in concomitanza con il ritiro delle ultime unità del gruppo, venendo demolita nel febbraio 2022 a San Giuseppe di Cairo.
Nel febbraio 2003 la E.444R.083 venne danneggiata in un incidente nei pressi di Formia; venne successivamente demolita nel 2009 all'interno del deposito locomotive di Roma San Lorenzo.
Il 17 gennaio 2014 l'Intercity 660 Milano-Ventimiglia, trainato dalla locomotiva E.444R.022, rimase coinvolto in una frana lungo il vecchio tracciato della linea Genova-Ventimiglia nei pressi di Andora, subendo lo svio del locomotore e di due vetture e provocando come conseguenza il ferimento di 5 persone. Dopo la rimozione dai binari la E.444R.022, oramai non più atta al servizio, venne successivamente accantonata al parco vetture di Savona Parco Doria dove è rimasta fino a fine aprile 2021 per poi essere inviata alla demolizione a San Giuseppe di Cairo tramite trasporto su gomma

## Conservazione a fine storico

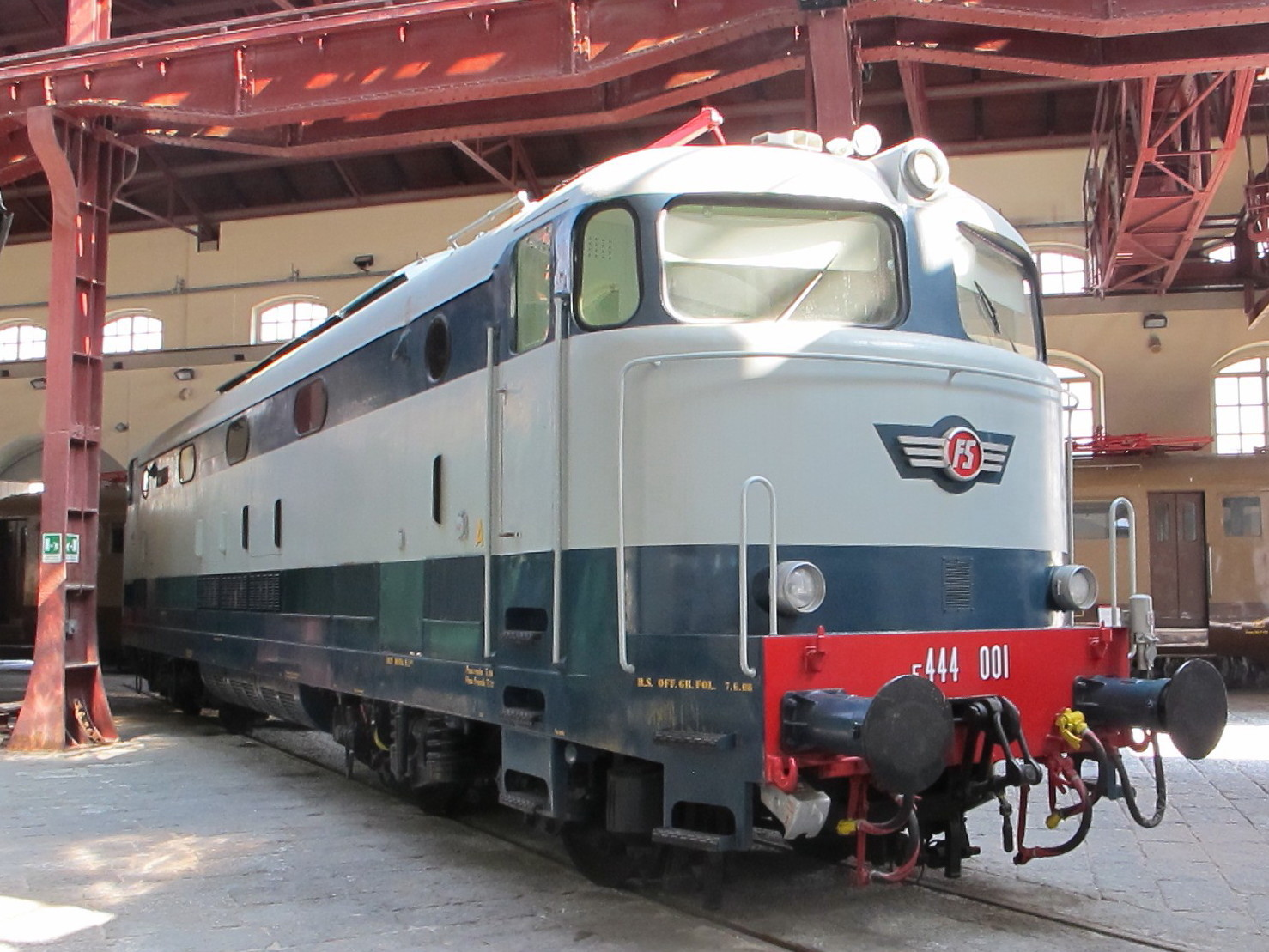
Locomotiva elettrica E.444.001 prototipo conservata al Museo ferroviario di Pietrarsa (NA).

Nel 2008, l'esemplare prototipo E.444.001, di fatto la prima unità consegnata nel luglio del 1967 alle Ferrovie dello Stato Italiane e che fu utilizzata nel celebre viaggio inaugurale ad alta velocità sulla Direttissima Roma - Napoli via Formia, alla presenza dell'allora Direttore Generale delle FS Ruben Fienga e di alcuni membri del Governo Italiano, tra cui Aldo Moro e Oscar Luigi Scalfaro, è stato restaurato statico (non funzionante) presso le officine OGR di Foligno e presentato durante la manifestazione organizzata in occasione dei festeggiamenti per i 70 anni di riparazione di locomotive elettriche nell'impianto. Successivamente la locomotiva è stata trasferita al Museo ferroviario di Pietrarsa (NA) dove è tutt'oggi esposta assieme ad altri rotabili di interesse storico.
A fine giugno 2017 Fondazione FS ha annunciato l'intenzione di preservare attive nell'ambito dei convogli storici le E.444.041 e 069, a una delle due verranno ripristinate le cabine e i frontali originali (E.444), nonché la livrea grigio perla e blu orientale d'origine; l'altra sarà sottoposta esclusivamente al solo cambio di livrea, ricevendo la livrea rosso-grigio perla e grigio ardesia (livrea introdotta con la trasformazione in E.444R). Gli interventi di restauro avrebbero dovuto avere inizio nel biennio 2020-2021 ma il progetto non è stato portato a compimento, lasciando di fatto le due macchine ferme in attesa di nuove disposizioni. Nel 2023 la 069 è stata trasferita a Lecce presso il Museo Ferroviario della Puglia.
Il 19 marzo 2019 termina la carriera la E.444R.005 per la quale non è prevista la demolizione. Nei giorni successivi Fondazione FS lancia sulla sua pagina Facebook un sondaggio per decidere la livrea da applicare alla locomotiva preservata, tra quella originale (mai realmente indossata) e la XMPR1, con fasce inferiori invertite; il sondaggio viene vinto dalla livrea d'origine con il 72% dei voti. I lavori di verniciatura nell'inedita livrea sono stati affidati alle OGR di Foligno che hanno riconsegnato la macchina il 29 agosto 2020. Sempre alle OGR di Foligno è stato affidato il ripristino funzionale di altre due unità confluite nel parco di Fondazione FS; nel 2021 della E.444R.046, mentre nel 2025 della 085; entrambe vestono la livrea d'origine rosso-grigio perla.
Attualmente fra le poche macchine ancora esistenti risultano interessate a un possibile salvataggio dalla demolizione per rilevanza storica o per fornire parti di ricambio a quelle che saranno in via definitiva preservate, oltre alle già citate unità di Fondazione FS: E.444R.076 e 098, trasferite a febbraio 2025 da Milano a Foligno, E.444R.082 accantonata alle OGR di Foligno, E.444R.112 ferma nell'impianto ex Squadra Rialzo di Milano Centrale (quest'ultima dovrebbe essere destinata secondo le intenzioni al Museo ferroviario piemontese).